# Vanderhorstia
A Vanderhorstia a csontos halak (Osteichthyes) főosztályának a sugarasúszójú halak (Actinopterygii) osztályába, ezen belül a sügéralakúak (Perciformes) rendjébe, a gébfélék (Gobiidae) családjába és a Gobiinae alcsaládjába tartozó nem.

## Rendszerezés
A nembe az alábbi 25 faj tartozik:
- Vanderhorstia ambanoro (Fourmanoir, 1957)
- Vanderhorstia attenuata Randall, 2007
- Vanderhorstia auronotata Randall, 2007
- Vanderhorstia auropunctata (Tomiyama, 1955)
- Vanderhorstia bella Greenfield & Longenecker, 2005
- Vanderhorstia belloides Randall, 2007
- Vanderhorstia delagoae (Barnard, 1937) - típusfaj
- Vanderhorstia dorsomacula Randall, 2007
- Vanderhorstia flavilineata Allen & Munday, 1995
- Vanderhorstia hiramatsui Iwata, Shibukawa & Ohnishi, 2007
- Vanderhorstia kizakura Iwata, Shibukawa & Ohnishi, 2007
- Vanderhorstia lepidobucca Allen, Peristiwady & Erdmann, 2014
- Vanderhorstia longimanus (Weber, 1909)
- Vanderhorstia macropteryx (Franz, 1910)
- Vanderhorstia mertensi Klausewitz, 1974
- Vanderhorstia nannai Winterbottom, Iwata & Kozawa, 2005
- Vanderhorstia nobilis Allen & Randall, 2006
- Vanderhorstia opercularis Randall, 2007
- Vanderhorstia ornatissima Smith, 1959
- Vanderhorstia papilio Shibukawa & Suzuki, 2004
- Vanderhorstia phaeosticta (Randall, Shao & Chen, 2007)
- Vanderhorstia puncticeps (Deng & Xiong, 1980)
- Vanderhorstia rapa Iwata, Shibukawa & Ohnishi, 2007
- Vanderhorstia steelei Randall & Munday, 2008
- Vanderhorstia wayag Allen & Erdmann, 2012